# Abbaye Saint-Pierre de Gigny
Pour les articles homonymes, voir Abbaye Saint-Pierre.
 (janvier 2017).
Si vous disposez d'ouvrages ou d'articles de référence ou si vous connaissez des sites web de qualité traitant du thème abordé ici, merci de compléter l'article en donnant les références utiles à sa vérifiabilité et en les liant à la section « Notes et références ».
L'abbaye de Gigny (en Franche-Comté, département actuel du Jura), fondée en 880, par Bernon est une des plus anciennes abbayes bénédictines, à l'origine de l'ordre de Cluny.

## Histoire de l'abbaye

### Fondation
Dans les années 880, Bernon établit à Gigny une communauté destinée à restaurer l'observance définie par la règle de saint Benoît de Nursie, dite Règle bénédictine (vers 535) et généralisée à tous les monastères d'hommes par Benoît d'Aniane au début du IXe siècle.
Cette nouvelle abbaye, relevant du diocèse de Lyon pendant tout le Moyen Âge, fut soutenue par les dominations politiques successives,
en particulier par les libéralités de Rodolphe Ier, roi de Bourgogne. Elle s'accrut très vite de Baume-les-Messieurs et de Saint-Lothain, placées, sous sa dépendance.
En novembre 895, à la demande de l'abbé Bernon, le pape Formose ratifie la fondation du monastère de Gigny et prend cette abbaye et celle de Baume sous la protection du Saint-Siège, ce qui offrait une certaine garantie contre l'avidité des pouvoirs locaux. Il confirme les possessions des deux communautés et accorde aux religieux différents privilèges.
En 909, Bernon fonda Cluny, prieuré indépendant de l'abbaye de Gigny. Il le peupla de 12 moines (selon la tradition 6 de Baume et 6 de Gigny) et y instaura la Règle bénédictine.
Gigny peut donc s'enorgueillir d'avoir, avec Baume-les-Messieurs, donné naissance à Cluny qui allait essaimer dans tout l'occident et contribuer activement à toutes les grandes entreprises de la chrétienté, en particulier à la Reconquista et la Réforme grégorienne.
Vers 912-915, Le monastère de Gigny reçoit les reliques de saint Taurin apportées depuis Évreux lors des invasions normandes.

### Déclin
Bientôt Cluny l'emporta sur Gigny.
En 1076, à la demande des moines de Gigny, le pape Grégoire VII confia à Hugues de Semur, abbé de Cluny, la direction de Gigny qui, en 1095, fut réduite au rang de prieuré.
En 1157, l'église de Gigny échappa à un incendie qui détruisit le village et le monastère. Pour financer la reconstruction du monastère, les moines organisent des circuits processionnels des reliques de saint Taurin dans les Dombes en passant par Cluny.
Malgré les guerres, les pillages et les épidémies, le monastère demeura assez peuplé du XIIe au XIVe siècle (25 à 35 moines).
Il conserva sous sa dépendance 21 prieurés et le patronage de 49 églises paroissiales.
La stricte application de la Règle bénédictine selon l'observance clunisienne s'atténua progressivement durant les derniers siècles du Moyen Âge comme chez les autres établissements bénédictins.

### Un illustre prieur

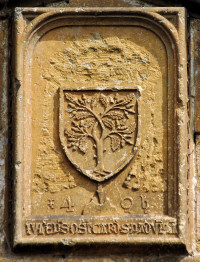
Armoiries de Julien Della Rovere.

L'introduction de la commende c'est-à-dire la nomination d'un supérieur étranger à la communauté monastique et non résident, constitua une étape importante ;
le prieur commendataire, souvent nommé par le roi, touchait les revenus du monastère, mais n'était pas tenu d'y résider.
Ainsi, de 1492 à 1503, le prieuré échut à un illustre prieur commendataire, le cardinal Julien Della Rovere, devenu aussitôt après le pape Jules II. La restauration de la façade actuelle de l'église lui est due : ses armoiries sur le tympan le rappellent.

### La sécularisation
À l'époque moderne, à Gigny, comme dans beaucoup d'autres établissements bénédictins, se produit une lente et imperceptible sécularisation avec l'abandon du dortoir et de la clôture rigoureuse, l'attribution de prébendes… Pour être admis au monastère de Gigny, il fallait être gentilhomme et justifier d'au moins 3 quartiers de noblesse (16 quartiers après 1617).
En 1760, Gigny fut sécularisée : les quelques moines restants constituèrent un collège de chanoines comme à Baume-les-Messieurs.
La communauté fut supprimée en 1788. Les archives de l'abbaye sont brûlées en 1794. L'église monastique devint l'église paroissiale Saint-Taurin.

## L'église abbatiale

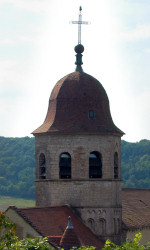

Elle assemble plusieurs types d'architecture, étalés des années 1000 à 1500, puis se discernent des restaurations considérables, du XVIIe au XIXe siècle.

### L'extérieur
Le clocher, élément visible depuis la vallée du Suran, est de forme octogonale. Son côté nord-est a gardé sa base romane : une double arcade surmontée d'une petite arcature romane.

Tout au long de la nef, sous le toit, court une remarquable rangée de modillons.

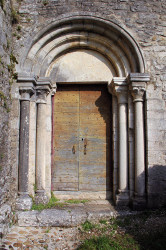
Petit portail du XIIe siècle.

Un petit portail du XIIe siècle s'ouvre sur l'actuelle chapelle du Sacré-Cœur.
Le grand portail est dû à l'illustre prieur commendataire de l'abbaye, Julien Della Rovere, qui devint pape sous le nom de Jules II, et dont le blason surmonte le tympan qui fut dépouillé de ses trois statues en 1794.

### L'intérieur

#### La nef

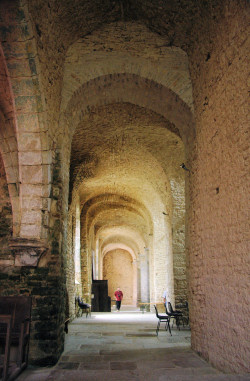
Voûtes du collatéral sud.

Si les voûtes d'arêtes des collatéraux  appartiennent à la construction d'origine, le vaisseau central de la nef ne fut voûté que vers le milieu du XIIe siècle. Il était auparavant charpenté. Les voûtes d'arêtes actuelles datent d'une reconstruction du XVIIe siècle.
La nef relève du premier art roman, avec des maçonneries de pierres modestes, cassées au marteau et liées par un épais mortier. Elle compte 6 travées ; les grandes arcades en plein cintre retombent sur des piliers dépourvus de chapiteau, et de plan tantôt carré, tantôt octogonal, tantôt circulaire. Les bases de ces piliers, enfouies dans le sol dès le Moyen Âge, ont été dégagées en 1963, ainsi que toute la nef qui a été abaissée. Les chapiteaux cubiques des 3 travées occidentales du côté sud sont le fruit d'une restauration du XVIIe siècle.
Les parois des nefs centrale et latérales sont percées de fenêtres hautes en plein cintre.
Les murs gouttereaux présentent, toutes les deux travées, des pilastres sans doute destinés à recevoir des éléments de charpente ; ces pilastres reposent sur des culots parfois sculptés de têtes humaines, animales ou grotesques.

#### Le transept

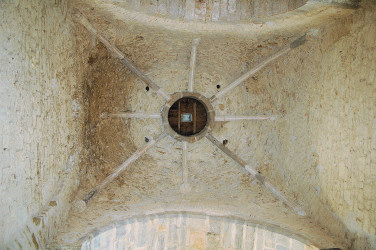
La coupole.

Le transept, étroit et moins élevé que la nef, fut amputé de ses bras et de ses absidioles à la suite de divers désordres de la voûte.
La coupole de la croisée, notamment, dut, dès l'époque gothique, être soutenue par des ogives renforcées de liernes reposant sur des culots tandis que les arcades ouvrant sur les bras étaient consolidées par des murs pleins (on peut voir les quatre arcs originels)

#### Le chœur
Le chœur du XIe siècle est bien conservé. La disparition de l'abside, remplacée au XIIIe siècle par une travée de plan carré, et les remaniements des chapelles latérales ne permettent pas de restituer précisément le chevet d'origine. Les voûtes des bas-côtés et les deux piliers octogonaux, tous construits en petit appareil, sont très représentatifs des techniques de construction du début de l'art roman.
Le reliquaire de Saint-Taurin se trouve sur l'ancien autel à l'arrière du chœur.
À proximité se trouvent deux piscines décorées de statues de la vierge et du Christ. Réalisées au XIXe siècle, ce sont des copies de statues du XIIe siècle dont l'une se trouve au Musée d'archéologie de Lons le Saunier
- Bernon, fondateur
- Guy, en 1160
- Pierre, en 1241
- Odon, 1267, 1270, 1273, 1295, 1298
- Richard, 1299, 1301
- Thomas Lallemand, 1320
- Hugues de Vertamboz, 1339, 1344[4]

## Prieurs commendataires
- Guy de Boulogne ou d'Auvergne, cardinal, premier prieur commendataire en 1361, mort en 1373[4].
- Pierre de Fromentes, 1402
- Jacques de Chilly, 1423
- Gérard d'Usie, 1429
- Jean Jouffroy, cardinal-légat, prieur d'Arbois et de Saint-Désiré de Lons-le-Saunier, en 1457, mort en 1473
- Thomas Arnans
- 1492-1503 : Julien Della Rovere, cardinal devenu aussitôt après le pape Jules II.
- François de Châtillon, 1504-1506
- Léonard de Franchelune, 1506-1515
- Antoine de Vergy, 1515-1542
- Louis de Rye, 1542-1550
- Philibert de Rye, 1550-1556
- Cleriadus de Ray, 1556-1586
- Ferdinand de Rye, 1586-1636
- Pierre-Louis de Prowost, dit de Pelousey, 1636-1663
- Abraham de Thesut, 1663-1721
- Louis de Thesut, 1721-1730
- Anne-Louis-François de la Baume de Suze, 1730, mort le 21 mai 1737
- Jean Bouhier, 1738-1743
- Joachim-Joseph de la Fare, 1744-1760. Pendant son administration, l'abbaye est sécularisée en 1760. Il est devenu abbé de Baume en 1766[5]